# みちのく伊達政宗歴史館
みちのく伊達政宗歴史館（みちのくだてまさむねれきしかん）は、宮城県宮城郡松島町にある歴史博物館。

## 概要
初代仙台藩主である伊達政宗の生涯を、200余体の等身大蝋人形を用いて、25の場面で再現・紹介しているのが特徴の歴史博物館である。また、1945年（昭和20年）の仙台空襲により焼失した瑞鳳殿の再建にあたる発掘調査で発掘された遺骨を基に復元された政宗の顔と、コンピューターによって再現された声を体感することができる。
伊達政宗の他には、東北地方の偉人である太宰治、棟方志功、宮沢賢治、野口英世などの蝋人形が展示されている。伊達政宗の甲冑「黒漆五枚胴具足」の着付体験やこけしの絵付けといった体験も別料金で行っている。
2011年3月11日に発生した東日本大震災で、建物に被害はなかったが、館内外ともに泥水が浸水し、入り口近くの「みちのくの偉人達」コーナーの人形が甚大な被害を受けた。

## 入館料
個人
- 大人（高校生以上）
  - 1,000円
- 小中学生
  - 500円
- 未就学児
  - 無料

団体（20名以上）
- 大人（高校生以上）
  - 800円
- 小中学生
  - 400円

修学旅行
- 小中学生
  - 300円

団体旅行の場合、職員（スタッフ等）は無料となる。また、障害者手帳、療育手帳がある場合は手帳を提示すると大人が500円、小人が300円となる（ただし、本人のみ。）。

## 営業時間
- 9:00 - 17:00（最終入館は閉館の30分前まで。）

## 休館日
- なし（年中無休）

## アクセス
- バス
  - 松島町営バス「松島西線」で、「松島普賢堂」停留所下車。
- 鉄道
  - JR仙石線松島海岸駅から徒歩で8分[7]。
- 車
  - 三陸自動車道松島海岸ICから10分[7]。

## 周辺
- 国道45号
- 松島湾